# Цан, Энджи
Энджи Цан Симан (англ. Angie Tsang Sze-Man, иер. трад. 曾思敏, йель: Zang Siman, кант.-рус.: Чан Симан, пиньинь: Céng Sīmǐn, палл.: Цэн Сыминь; род. 1980, Британский Гонконг) — гонконгская спортсменка, офицер полиции Гонконга и мастер ушу и других китайских боевых искусств южных стилей, призёр нескольких чемпионатов мира по ушу. В юности — непрофессиональная ребёнок-актриса, сыгравшая юного Вон Фэйхуна, одну из главных ролей в фильме Юнь Вопхина «Железная обезьяна» (1993).

## Биография и карьера
С детства мечтала работать в полиции, что могло быть связано с ограблением ее матери и соседей, когда девочке было восемь лет, и знакомством с полицейской работой в ходе расследования.
В детстве пробовала себя в гимнастике, танце, фортепиано. После переезда семьи, пользуясь близостью к новому дому школы боевых искусств, стала осваиватьтанец льва и ушу. В том же году она выиграла свою первую золотую медаль на гонконгских соревнованиях в своей возрастной группе.
Cыграла юного Вон Фэйхуна в гонконгском фильме «Железная обезьяна» 1993 года. Она также появилась в фильме «Комбо-копы» 1996 года.
Была отобрана Гонконгским союзом ушу для прохождения специальной подготовки для представления страны на международных соревнованиях. В составе гонконгской национальной сборной по ушу, Цан завоевала медали на Азиатском первенстве по ушу среди молодёжи 1996 года. Перейдя во взрослую категорию, участвовала в Азиатских играх 1998 и 2002 года (заняв на последних 6-е место в наньцюане среди женщин), а также в Чемпионате мира по ушу 1999 года в Гонконге и 2001 года в Ереване (получив на каждом из них призовые места в нескольких дисциплинах «южного стиля» среди женщин).
С января 2003 года работает в полиции Гонконга. Совмещая в первые годы полицейской службы работу с участием в соревнованиях, завоевала две медали — одну из них золотую — на Чемпионате мира по ушу 2005 года в Ханое (Вьетнам), бронзу на  Восточноазиатских играх 2005 года в Макао и серебро на Азиатских играх 2006 года в Дохе (Катар).
Замужем за полицейским Сидни Чаном, имеет от него дочь Уинсом Чан (родилась в 2008 году).